# Galceran de Vilalba-Meca i de Llorac
Galceran de Vilalba-Meca i de Llorac   (Cervera, 1736 - Tarragona, 19 d'abril de 1814) fou un aristòcrata i militar català, sisè baró de Solivella i cavaller de l'Orde de Sant Joan.

## Biografia
Era fill del baró Ramon de Villalba-Meca i de Fivaller (Cervera, 1704), i de Maria de Llorac i Palau. El 1756 ingressà com a cadet al Regiment d'Infanteria Immemorial del Rei, on va arribar a subtinent l'11 de setembre del mateix any. El 1769 fou reconegut cavaller de l'Orde de Sant Joan. Fou ascendit a coronel el 1776, a brigadier el 1779 i a mariscal de camp el 1782. D'octubre de 1782 a maig de 1784 fou Comandant general interí de Mallorca i Eivissa.
El 1786 fou nomenat governador polític i militar de Ciudad Rodrigo i de Zamora. El 1793 fou destinat als Pirineus Orientals durant la Guerra Gran i el 1795 capità general de Galícia i president de l'Audiència de Galícia, càrrecs dels que en fou separat l'abril de 1804. En 1800 es va casar Francisca Javiera López Altamirano e Isunza (1760-1820), filla dels marquesos de Valdegamos, i no va tenir descendència.
L'aixecament del 2 de maig de 1808 el va sorprendre com a tinent general més antic de la guarnició de Barcelona. Quan els francesos s'empararen de la ciutat i expulsaren el capità general José de Ezpeleta y Veira de Galdeano, l'obligaren a acceptar el càrrec de capità general de Catalunya com a tinent general més antic. Però es negà a jurar fidelitat a Josep I Bonaparte i l'abril de 1809 fou sotmès a arrest domiciliari. El març de 1810 va fugir cap a Cadis, on fou nomenat per la Junta Suprema Central comandant general de les illes Balears (octubre 1810 - gener 1811 i novembre 1811-gener 1812). En 1814 va demanar ser destinat militarment a Catalunya. La darrera notícia que es té d'ell és quan el 1821 fou nomenat capità general de Castella la Nova, però es va veure obligat a dimitir per l'assassinat del capellà Matías Vinuesa López de Alfaro el maig del mateix any.